# Dzierzgonka
Dzierzgonka (niem. Sorgenort) – wieś w Polsce położona w województwie warmińsko-mazurskim, w powiecie elbląskim, w gminie Markusy, na obszarze Żuław Elbląskich i nad rzeką Dzierzgoń.
W latach 1975–1998 miejscowość administracyjnie należała do województwa elbląskiego.
We wsi dom podcieniowy z połowy XIX w.

## Zabytki
Do wojewódzkiego rejestru zabytków wpisany jest:
- most drogowy na rzece Dzierzgoń (obrotowy) z przełomu XIX i XX wieku[6]